# Phường 2, Quận 11
Phường 2 là một phường thuộc Quận 11, Thành phố Hồ Chí Minh, Việt Nam.
Phường 2 có diện tích 0,21 km², dân số năm 2021 là 9.688 người,  mật độ dân số đạt 46.133 người/km².